# Aurora (mitologie)

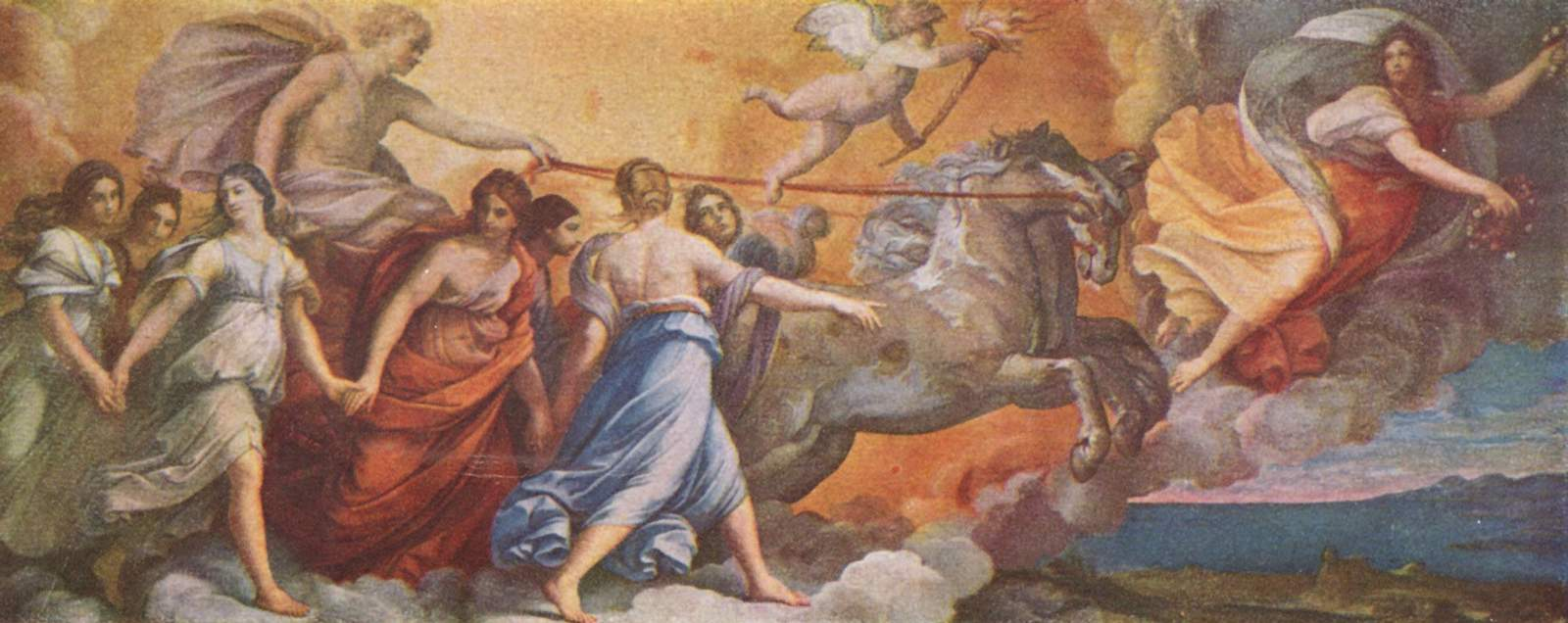
Apollo o urmăreşte pe Aurora cu carul său de război.

Aurora este zeița zorilor în mitologia romană. 
Ea a fost preluată din mitologia greacă, unde purta numele de Eos. Corespondentul ei în religia etruscă este Thesan. 
Aurora era fiica titanilor Hyperion și Theia, fiind sora zeului soarelui Sol și a zeiței lunii, Selene.